# Petra Vlhová
Petra Vlhová (13 de junho de 1995) é uma esquiadora profissional da Eslováquia, especializada em provas técnicas de slalom e slalom gigante. Ela foi campeã geral da Copa do Mundo de Esqui Alpino em 2021, tornando-se a primeira esquiadora eslovaca a alcançar esse feito. 

## Carreira
Na temporada 2020-2021, Vlhová ganhou o globo de cristal geral da Copa do Mundo com 1416 pontos - à frente de Lara Gut-Behrami com 1256 e Michelle Gisin com 1130 - tornando-se a primeira mulher a ser campeã competindo pela Eslováquia.
Conquistou o ouro no slalom nos Jogos Olímpicos de 2022.

## Resultados da Copa do Mundo

### Títulos por temporadas
- 3 títulos (1 geral, 1 S, 2 Paralelos)

|            | Temporada |
| Disciplina |           |
| 2019–20    | Slalom    |
| 2019–20    | Paralelo  |
| 2020–21    | Geral     |
| 2020–21    | Paralelo  |